# Марнате
Марнате (італ. Marnate) — муніципалітет в Італії, у регіоні Ломбардія,  провінція Варезе.
Марнате розташоване на відстані близько 510 км на північний захід від Рима, 30 км на північний захід від Мілана, 21 км на південь від Варезе.
Населення — 7686 осіб (2014).
Щорічний фестиваль відбувається 13 січня. Покровитель — Sant'Ilario.

## Демографія
Населення за роками:

Станом на 1 січня 2023 року в муніципалітеті офіційно проживали 453 іноземці з 48 країн, серед них 112 громадян країн Євросоюзу та 22 громадяни України.

## Сусідні муніципалітети
- Кастелланца
- Горла-Міноре
- Ольджате-Олона
- Рескальдіна

## Галерея

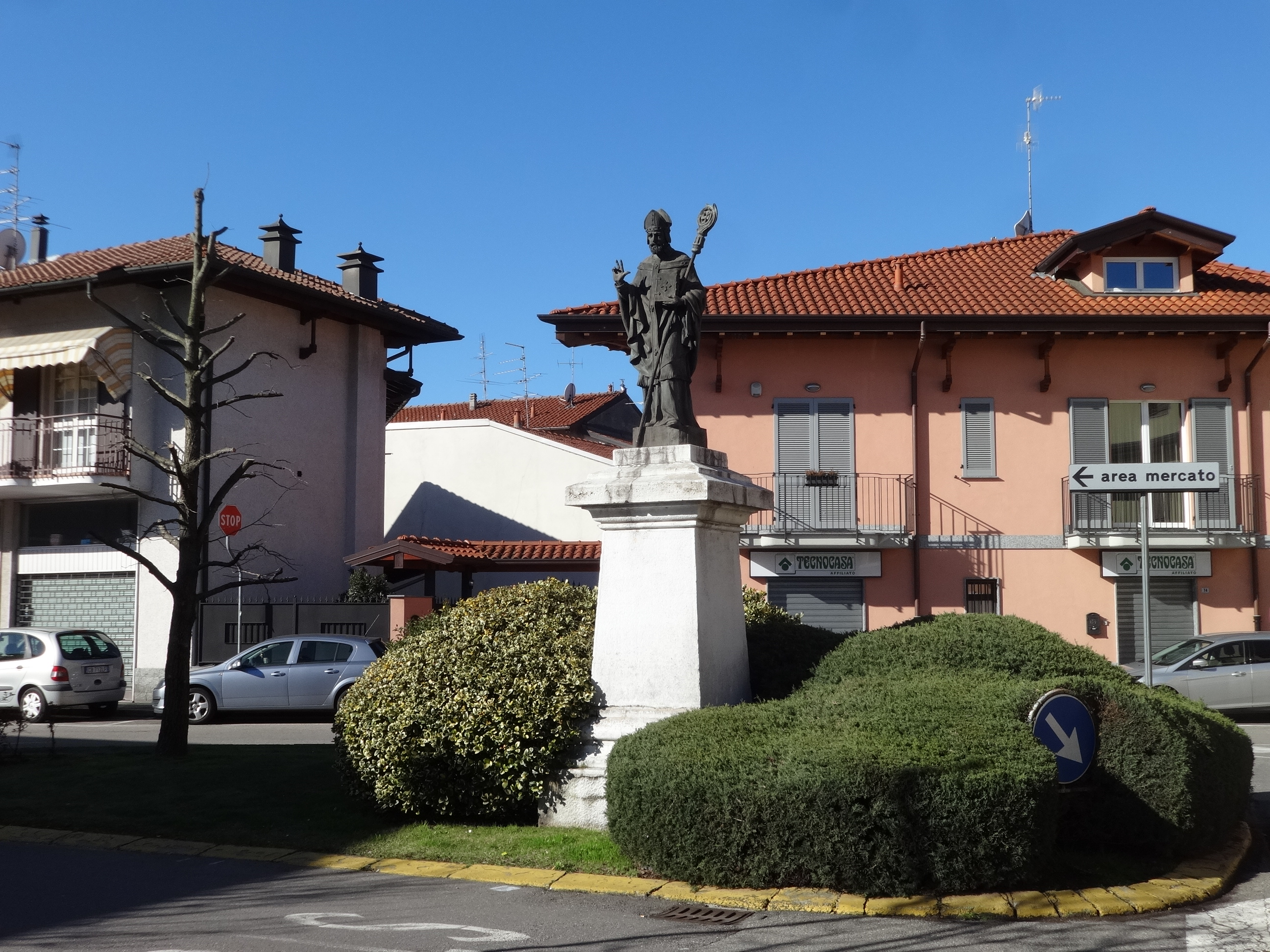
Статуя святого
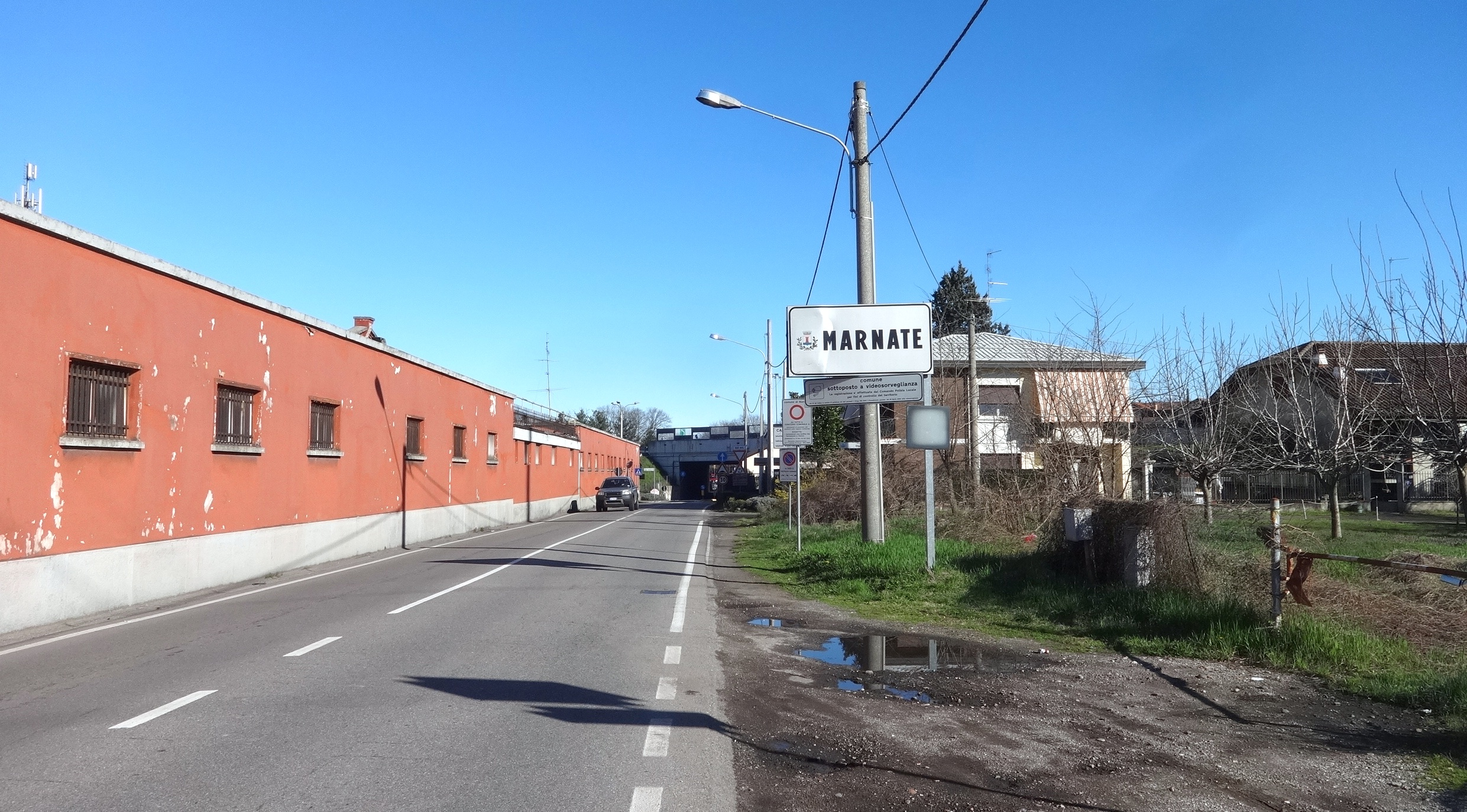
Південний в'їзд до Марнате
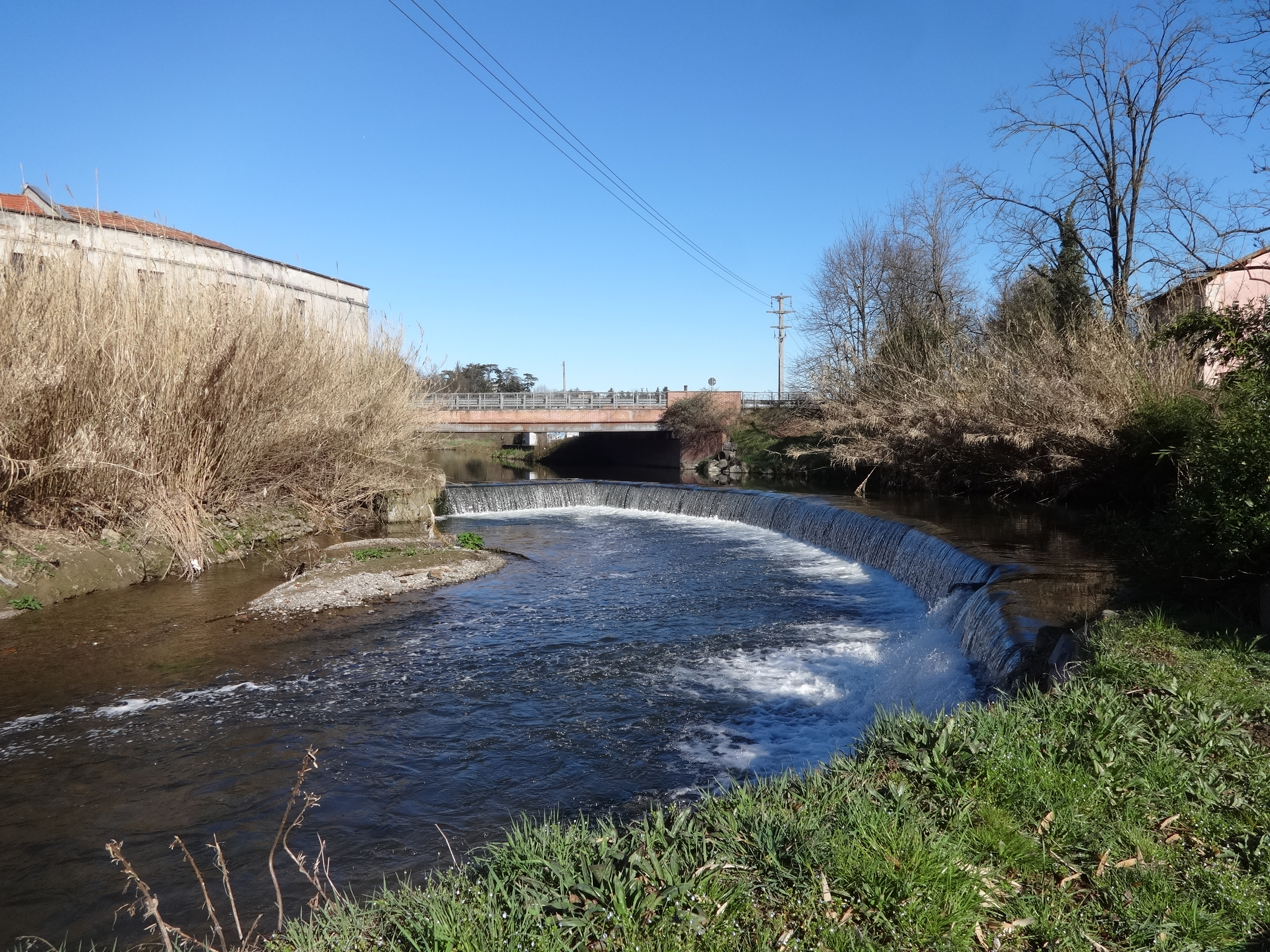
Річка Олона